# Flaga Maroka
Flaga Maroka – ciemnoczerwony prostokąt o proporcjach 2:3 z zielonym pentagramem umieszczonym pośrodku flagi.
Według artykułu 7 konstytucji Maroka „Symbolem Królestwa jest czerwona flaga z pięcioramienną (pentagram), zieloną gwiazdą umieszczoną pośrodku…”. Ustawy z 1915 i 1956 dodatkowo precyzują, że „(gwiazda) ma być umieszczona pośrodku flagi i być wielkości jednej trzeciej szerokości flagi”.

## Historia i symbolika
Pierwsza flaga Maroka przypominająca wyglądem dzisiejszą flagę powstała po przejęciu władzy przez panującą do dziś dynastię Alawitów około 1666 roku. Wcześniejszą jednolicie białą flagę zastąpiono wówczas flagą o jednolitym ciemnoczerwonym kolorze, będącym symbolem szarifów z Mekki. Po objęciu protektoratu Maroka przez Francję do flagi dodano sześcioramienną, zieloną gwiazdę (zieleń jest symbolem islamu) symbolizującą życie, mądrość i zdrowie. Okoliczności i motywy dla których gwiazda sześcioramienna została zastąpiona gwiazdą pięcioramienną nie są jasne, zmiany dokonano w 1915. Według najczęściej spotykanej wersji pięć ramion gwiazdy ma symbolizować pięć podstawowych zasad islamu.

Flaga Maroka z lat 1666–1912
Flaga Republiki Rifu z lat 1921–1926
Flaga Międzynarodowej Strefy Tangieru z lat 1923–1956
Bandera handlowa Maroka Francuskiego
Bandera handlowa Maroka Hiszpańskiego
Bandera cywilna Maroka
Bandera marynarki wojennej Maroka
Flaga króla Maroka